# Belisario Domínguez (Motozintla)
Belisario Domínguez es una localidad del estado mexicano de Chiapas. Es parte del municipio de Motozintla. Fue fundada el 10 de diciembre de 1925.

## Toponimia
El nombre de la localidad rinde homenaje a Belisario Domínguez, opositor a la dictadura de Victoriano Huerta.

## Demografía
| Gráfica de evolución demográfica |
|                                  |

| Censo | Población |
| ----- | --------- |
| 1930  | 54        |
| 1940  | 111       |
| 1950  | 156       |
| 1960  | 363       |
| 1970  | 575       |
| 1980  | 1 069     |
| 1990  | 1 560     |
| 2000  | 1 897     |
| 2010  | 2 011     |
| 2020  | 2 730     |